# Plagiobothrys canescens
Plagiobothrys canescens är en strävbladig växtart som beskrevs av George Bentham. Plagiobothrys canescens ingår i släktet tiggarstavar, och familjen strävbladiga växter. Utöver nominatformen finns också underarten P. c. catalinensis.